# كارلو فايس
كارلو فايس (بالفرنسية: Carlo Weis)‏ (4 ديسمبر 1958 بلوكسمبورغ في لوكسمبورغ - ) هو مدرب كرة قدم ولاعب كرة قدم لوكسمبورغي في مركز الوسط. شارك مع منتخب لوكسمبورغ لكرة القدم. أما مع النوادي، فقد لعب مع أفينير بيغين وسبورا لوكسمبورغ وستاد ريمس ونادي جينك وSporting Mertzig ‏ وUS Thionville Lusitanos ‏ وRacing FC Union Luxembourg ‏.

## وصلات خارجية
- كارلو فايس على موقع الاتحاد الدولي (مؤرشف)  (الإنجليزية)
- كارلو فايس على موقع قاعدة بيانات كرة القدم.إي يو (الإنجليزية)
- كارلو فايس على موقع ناشيونال فوتبول تيمز (الإنجليزية)